# Я и мои ожидания
«Я и мои ожидания» — третий студийный альбом российской певицы Татьяны Зыкиной, выпущенный 16 ноября 2011 года.

## Об альбоме
Звучание альбома разительно отличается от предыдущих работ певицы. В интервью журналу Афиша Зыкина рассказала о резких изменениях в звучании своих песен: «Мы понимали, что будем писать живую музыку, с живыми инструментами, но не было конкретной картины: здесь виолончель, здесь духовые. Я вот скрипки вообще не люблю, и когда мне сказали — мол, давай попробуем взять скрипача, есть классный чувак, я ответила, что мне это сложно представить. Но когда он пришёл и сыграл — меня вставило. Это скорее такая удача шаровая».
При записи диска помимо традиционных баса и барабанов были задействованы валторна, вибрафон, виолончель, скрипка, таблы и множество клавишных — рояль, старинный орган, Rhodes Piano, клавинет, Wurlitzer и синтезатор. При этом — ни одной гитары. «Мы перестали экспериментировать и записали именно то, что требовали песни, именно в том звуке, который я для себя хотела ещё давно. В музыке, как и в жизни, самая большая роскошь — быть самим собой. Мне кажется, это внутренний долг каждого автора».

### История создания
Весной 2011 года певица представила живую пластинку Пиано-весна_live по которой уже можно было немного судить о будущем релизе. Пластинка получилась по максимуму клавишной. Как признаётся сама Татьяна на концерте в ЦДХ, сначала она «хотела сделать Я и мои ожидания исключительно клавишным альбомом, но потом большинство песен обросло новыми инструментами».
Стараюсь мыслить позитивно: мой самый любимый во всём мире альбом - Boys for Pele - пластинка, которая изменила мою жизнь. Она по происхождению тоже как раз такая, насколько я поняла из интервью.
Зыкина говорила, что написала 10 песен про разного рода страсть, от счастливой любви до разъедающей ревности, потери, глубокого горестного разочарования. «Все эти истории в моей жизни произошли потому, что я не получала ожидаемого. Я поняла, что дело не в том, что люди не такие, или, что жизнь чего-то не дает. Вся проблема только в тебе и твоих нелепых планах. А когда ты ничего уже не ждешь, то учишься радоваться малому. Это не отменяет боли, ты по-прежнему внутри знаешь, как должно было быть. Но все же чуть легче двигаться дальше, не виня никого, а осознавая, что источник проблемы — внутренний, твои личные ожидания от жизни. И, стало быть, если что-то идет не так, виноват ты сам».
В записи альбома также участвовал пианист Оскар Чунтонов, вместе с которым Зыкина играла концерт «Пиано-весна». Для записи клавишных партий был задействован тот же рояль, который участвовал в концерте: «на этом рояле записано пол-альбома. Под его крышкой режиссёр выставляет сто микрофонов, которые ловят не только звуки струн, но и все кряхтения пианиста и звук того, как нога нажимает и отпускает педаль. Оскар записывал свои партии босиком, чтобы сильно не греметь кедами. Тем не менее, физиология самого инструмента очень чувствительная, и в этом его прелесть. Поэтому на альбоме в некоторых местах слышно, как отпускается педаль рояля - мы любовно оставили эти призвуки».

## Релиз и продвижение
Презентация альбома прошла 15 октября в Санкт-Петербурге в клубе «Космонавт», 30 октября в Москве в клубе «Ikra» и 16 ноября в Москве в Центральном доме художника. Анна Брагина с портала Life Delights писала о концерте в ЦДХ, что это «был очень праздничный день. И для самой Татьяны, с большим удовольствием и гордостью представившей новую пластинку, на которую было потрачено почти два года творческой жизни. И для зрителей, получивших полтора часа очень простой, по-человечески понятной, живой, местами пронзительной музыки».
Портал Группа быстрого реагирования писал, что «ЦДХ знаком многим, в этот день он был отдан Зыкиной. Таня была одета в красивое зелёное атласное платье в пол, которое, как выяснилось позже, скрывало её сильно округлившийся живот – честь и хвала исполнительнице, которая в положении так активно ведёт концертную деятельность! Концерт начался с исполнения новых композиций в том порядке, каком они идут на пластинке. Кстати, именно в ЦДХ можно было впервые ознакомиться с альбомом на физическом носителе».
На одну из композиций альбома — «Я хочу стать частью этой осени» — был снят клип, презентация которого состоялась в сентябре на видеохостинге Vimeo.com. Автор видео — Алексей Гречишкин — молодой режиссёр, фотограф, один из авторов сценария «Евровидения-2009», прежде работавший на Первом канале и ТНТ. Зыкина отмечала, что «клип полностью концептуален, так как воплощает идею режиссёра, он сам снимал и лошадь, и весь остальной материал. Нам изначально понравилась находка с видео-проекциями, и мы дали автору полный карт-бланш. Я считаю, нельзя соваться в работу человека, которому ты творчески доверяешь».
В отличие от предыдущего альбома, «Я и мои ожидания» был выпущен на физическом носителе лейблом «Navigator Records». Татьяна Зыкина это объяснила тем, что «физические носители появились исключительно по той причине, что в течение 3 лет мне всё время пишут, где можно купить ваши диски. У меня музыка в голове, в компьютере, и на полке мне коробочка не нужна. Поверьте, никакой более или менее существенной прибыли музыканты с продажи дисков не получают».

## Критика
| Оценки критиков     | Оценки критиков |
| Источник            | Оценка          |
| ------------------- | --------------- |
| InterMedia          | ссылка          |
| NEWSmusic.ru        | ссылка          |
| Афиша               | ссылка          |
| Коммерсантъ Weekend | ссылка          |

В целом, альбом был положительно оценен критиками. Гульнара Хузина из Apelzin писала, что «певица выпустила, пожалуй, свой самый женский альбом. Большинство песен на нём — это результат сложных внутренних переживаний певицы, связанных, видимо, с её непростой личной жизнью. Отдельные треки с альбома — «Здесь и сейчас», «Твой дом», «Причин нет» — это манифест женщины, которую отношения с человеком загнали в тот угол, из которого существует два выхода — сорваться или написать об этом песню. Татьяна выбрала второе и записала не одну, а 10 песен, которые составили идеальный женский альбом, наполненный и горечью любви, и радостью от того, что ей было суждено пережить «эту силу, эту слабость — так любить».
Журнал Коммерсантъ Weekend писал, что «на этом альбоме Татьяна Зыкина выглядит музыкантом, который точно знает, чего хочет, с кем говорит и где нужно остановиться. Она придумала аранжировки с отчетливым уклоном в модный звук зарубежных певиц, сидящих за клавишными. Даже не поминая всуе Тори Эймос, можно обнаружить множество ориентиров, и нашей певице здесь совершенно нечего стыдиться».
Издание газеты Российская культура также отмечало, что «новый диск певицы звучит сдержанно, даже камерно и романтично, в аранжировках использованы редкие инструменты, много клавишных. Кажется, нет ни единого лишнего звука или неоправданного вокального украшения, при том, что поет Зыкина весьма непросто».
Алексей Мажаев из Intermedia писал, что «после неудавшейся командировки в рок-звезды национального масштаба (перепродюсированный альбом Ощущение реальности, клипы, ротации, громкие презентации) Татьяна Зыкина вернулась в тихую заводь культовой популярности, где беседа с поклонниками ведется интимным полушепотом, а пасторальные клавишные иллюстрируют какие-то русалочьи песни. Татьяна, к слову, вроде бы не очень-то думает о зрителях, напрямую к ним практически не обращается, зато щедро открывает им свой внутренний мир. Разумеется, не всем, а тем, кто хочет услышать интересную поэзию и сильные эмоции среди ровных нежных интонаций Зыкиной и изобилующих клавишными аранжировок».

## Список композиций
Слова и музыка всех песен — Татьяна Зыкина.
| №   | Название                         | Длительность |
| --- | -------------------------------- | ------------ |
| 1.  | «Здесь и сейчас»                 | 4:43         |
| 2.  | «Оба неба»                       | 4:17         |
| 3.  | «Не тревожь меня до весны»       | 4:05         |
| 4.  | «Твой дом»                       | 4:41         |
| 5.  | «Mr. Foxy»                       | 4:43         |
| 6.  | «Причин нет»                     | 6:23         |
| 7.  | «Правильный человек»             | 4:05         |
| 8.  | «Я хочу стать частью этой осени» | 5:25         |
| 9.  | «Лун»                            | 6:17         |
| 10. | «Мечтаю»                         | 4:54         |

## Участники записи альбома
- Татьяна Зыкина — слова, музыка, голос, гитара
- Оскар Чунтонов — рояль (2, 4 — 6, 8), родес (3, 6, 7), вурлицер (1, 10), орган (3, 7, 8), клавинет (7), moog (5), синтезатор (2 — 5, 9)
- Дмитрий Симонов — бас-гитара (2, 4, 6 — 9), безладовый бас (3, 5), треугольник (6)
- Пётр Ившин — барабаны

Также в записи принимали участие:
- Сергей Асташонок — виолончель (8)
- Сергей Дорохов — валторна (6)
- Геннадий Лаврентьев — скрипка, таблы (9)
- Алексей Шубин — вибрафон (10)
- Виктор Булатов — запись и сведение (Music Street Studio)
- Владимир Роздин — запись клавиш (Vintage Sound Studio)
- Станислав Карякин — мастеринг (студия В. Осинского)

Оформление:
- Денис Изотов и Татьяна Зыкина — дизайн
- Алексей Гречишкин — фото